# Spenceley-Gletscher
Der Spenceley-Gletscher ist ein 10 km langer Gletscher auf Südgeorgien. Im südlichen Teil der Insel fließt er entlang der Südwestseite der Salvesen Range in nordwestlicher Richtung und mündet in den Brøgger-Gletscher.
Wissenschaftler des South Georgia Survey kartierten ihn bei der von 1951 bis 1957 durchgeführten Vermessungskampagne Südgeorgiens. Namensgeber ist der Fotograf und Bergsteiger George Spenceley (1921–2013), der von 1955 bis 1956 für den South Georgia Survey tätig war.